# Vlag van Bernissart
De vlag van Bernissart is op 5 maart 2001 en nogmaals op 17 juli 2003 bij raadsbesluit vastgesteld als de vlag van de Henegouwse gemeente Bernissart. De vlag kan als volgt worden beschreven:
Verdeeld in vier gelijke kwartieren, het eerste en vierde met op een groene vlak drie kriskras kruisen met een scherpe gele voet, gerangschikt op een dalende diagonaal met de punten naar het midden van de schort, het tweede en derde kwart met op een gele vlak vijf smalle rode stroken, op gelijke afstand van elkaar en ook parallel aan de dalende diagonaal.
De vlag is volledig gebaseerd op het gemeentewapen en ziet er dus helemaal hetzelfde uit.